# Ono no Komachi
Ono no Komachi (jap. 小野 小町 Ono no Komachi; ur. około 834, zm. 900) – japońska poetka, tworząca w okresie Heian. Zaliczana do Trzydziestu Sześciu Mistrzyń Poezji i do Sześciu Mistrzów Poezji.
Brak jest niemal jakichkolwiek pewnych informacji o życiu Ono no Komachi. Wiadomo, że była aktywna na dworze cesarskim w połowie IX wieku, oraz że była córką Yoshisady, władcy prowincji Dewa. Z uwagi na swą sławę i wielką urodę Ono no Komachi stała się bohaterką legend i sztuk teatru nō.
Osiemnaście utworów jej autorstwa opublikowanych zostało w Kokin wakashū.
Pamięć o Ono no Komachi jest kultywowana w świątyni Zuishin-in w Kioto.